# Шелекша
Шелекша — река в России, протекает в Первомайском районе Ярославской области. Устье реки находится в 37 км по левому берегу реки Ухтома. Длина реки составляет 38 км.
Исток Шелекши расположен в болотах юго-восточнее деревни Турыбарово в 22 км к югу от Кукобоя. Река течёт генерально на северо-запад, русло сильно извилистое. В верхнем течении течёт по ненаселённому лесному массиву, ниже его протекает деревню Меленка. Впадает в Ухтому у деревень Всехсвятское и Коровино.

## Данные водного реестра
По данным государственного водного реестра России относится к Верхневолжскому бассейновому округу, водохозяйственный участок реки — Рыбинское водохранилище до Рыбинского гидроузла и впадающие в него реки, без рек Молога, Суда и Шексна от истока до Шекснинского гидроузла, речной подбассейн реки — Реки бассейна Рыбинского водохранилища. Речной бассейн реки — (Верхняя) Волга до Куйбышевского водохранилища (без бассейна Оки).
Код объекта в государственном водном реестре — 08010200412110000009960.

## Топографические карты
- Лист карты O-37-56 Коза. Масштаб: 1 : 100 000. Состояние местности на 1981 год. Издание 1986 г.